# Herbert Spiegelberg
Herbert Spiegelberg (Strasburgo, 18 maggio 1904 – Saint Louis, 6 settembre 1990) è stato un filosofo statunitense di origine tedesca. È conosciuto principalmente per aver rivestito un ruolo di primo piano nella diffusione della fenomenologia nel continente americano.

## Biografia
Spiegelberg nacque a Strasburgo, nella regione francese dell'Alsazia, all'epoca parte dell'Impero tedesco. Studiò nelle università di Heidelberg, Friburgo in Brisgovia e Monaco, dove incontrò Edmund Husserl e molte altre personalità di spicco nel movimento fenomenologico europeo. Conseguì il dottorato di ricerca nel 1928 presso l'Università di Monaco, scrivendo una tesi di dottorato intitolata Gesetz und Sittengesetz (in italiano traducibile come Legge e legge morale) sotto la direzione di Alexander Pfänder.
Nel 1937 Spiegelberg lasciò il continente europeo, studendo per un anno in Inghilterra prima di emigrare negli Stati Uniti. Qui egli insegnò prima allo Swarthmore College di Swarthmore (Pennsylvania) e successivamente alla Lawrence University di Appleton (Wisconsin), che in seguito gli conferì anche un dottorato onorario. Nel 1953-54 e nel 1955-56 ricevette sovvenzioni dalla Fondazione Rockefeller per la preparazione della prima edizione della sua celebre indagine storica intitolata The Phenomenological Movement: A Historical Introduction (in italiano Il movimento fenomenologico: un'introduzione storica), testo che rimane la sua opera più conosciuta. 
Nel 1963 si trasferì alla Washington University di St. Louis, nel Missouri, rimanendovi fino al suo pensionamento come professore emerito nel 1971. Lavorò anche come professore ospite presso le università del Michigan e della California meridionale, nonché come docente "Fulbright" presso l'Università di Monaco. Diresse anche cinque importanti seminari di fenomenologia durante le estati del 1965, 1966, 1967, 1969 e 1972, il primo dei quali venne sostenuto finanziariamente da una sovvenzione della National Science Foundation, mentre il secondo dalla Monsanto Company. Nel 1981 la Washington University istituì una serie di lezioni di fenomenologia in suo onore aventi come tema specificamente il suo pensiero.
Herbert Spiegelberg morì di leucemia nel 1990 all'età di 86 anni nella sua casa di St. Louis, nel Missouri. I suoi documenti raccolti sono disponibili negli archivi delle Biblioteche dell'Università di Washington.

## Opere
- The Socratic enigma; a collection of testimonies through twenty-four centuries, Bobbs-Merrill, Indianapolis 1964.
- The Phenomenological Movement: a Historical Introduction, Nijhoff, The Hague 1960 (2 voll.).
  - Seconda edizione: Nijhoff, The Hague 1965 (2 voll.).
  - Terza edizione, in collaborazione con Karl Schuhmann: Nijhoff, The Hague 1982. ISBN 90-247-2535-6
- Phenomenology in psychology and psychiatry; a historical introduction. Northwestern University Press, Evanston (Illinois) 1972. ISBN 0-8101-0357-5
- Doing Phenomenology: Essays on and in Phenomenology. Nijhoff, The Hague 1975. ISBN 90-247-1725-6
- The Context of the Phenomenological Movement. Nijhoff, The Hague 1981.
- Steppingstones Toward an Ethics for Fellow Existers: Essays 1944-1983. Nijhoff, The Hague 1986. ISBN 90-247-2963-7